# Велики Оток
Велики Оток је насељено место у саставу општине Леград у Копривничко-крижевачкој жупанији, Република Хрватска.

## Историја
До територијалне реорганизације у Хрватској налазио се у саставу старе општине Копривница.

## Становништво
На попису становништва 2011. године, Велики Оток је имао 254 становника.

## Попис1991.
На попису становништва 1991. године, насељено место Велики Оток је имало 375 становника, следећег националног састава:
| Попис 1991.‍  | Попис 1991.‍  | Попис 1991.‍ | Попис 1991.‍ | Попис 1991.‍ |
| ------------ | ------------ | ----------- | ----------- | ----------- |
|              |              |             |             |             |
| Хрвати       | Хрвати       |             | 360         | 96,00%      |
| Југословени  | Југословени  |             | 4           | 1,06%       |
| Срби         | Срби         |             | 1           | 0,26%       |
| регион. опр. | регион. опр. |             | 1           | 0,26%       |
| непознато    | непознато    |             | 9           | 2,40%       |
| укупно: 375  |              |             |             |             |